# Stuifbrand (haver)
Stuifbrand (Ustilago avenae) is een brandschimmel die behoort tot de basidiomyceten en haver en gewone glanshaver kan infecteren. Door het ontsmetten van zaaizaad is de ziekte te voorkomen, waardoor de ziekte in de gangbare landbouw bijna niet voorkomt, maar nog wel in de biologische landbouw. De schimmel komt voor in Europa, Azië, Japan, Noord- en Zuid-Amerika en Australië. In Nederland is de schimmel zeer zeldzaam.

## Levenscyclus
De aangetaste planten komen eerder in bloei dan de gezonde planten. De op de aangetaste aartjes gevormde teleutosporen (brandsporen) worden na het breken van het dunne dekvlies door de wind verspreid en infecteren tijdens de bloei de stempels van de gezonde, bloeiende planten. De teleutospore vormt een basidium. Infectie treedt alleen op als twee verenigbare (compatibele) sporidia (basidiosporen) zich op de stempel onder de juiste omstandigheden ontmoeten en versmelten. Versmelting vindt plaats via een conjugatiebuis tot een tweekernige (dikaryotische) cel. Tijdens de kieming en verdere groei van besmette graankorrels verspreidt de schimmel zich door de plant en in de pluim via de intercellulaire ruimten. In de aartjes worden de olijfbruine, 5-8 µm grote teleutosporen gevormd. Alleen de aarspil wordt niet geïnfecteerd. Op de sporen zitten kleine stekeltjes.
De besmetting bij stuifbrand van haver gaat echter anders dan bij de andere stuifbranden. De schimmel dringt de korrel niet binnen, zoals dat bij de andere stuifbranden het geval is, maar blijft als mycelium aan de binnenkant van de kafjes en op de haverkorrel zitten.

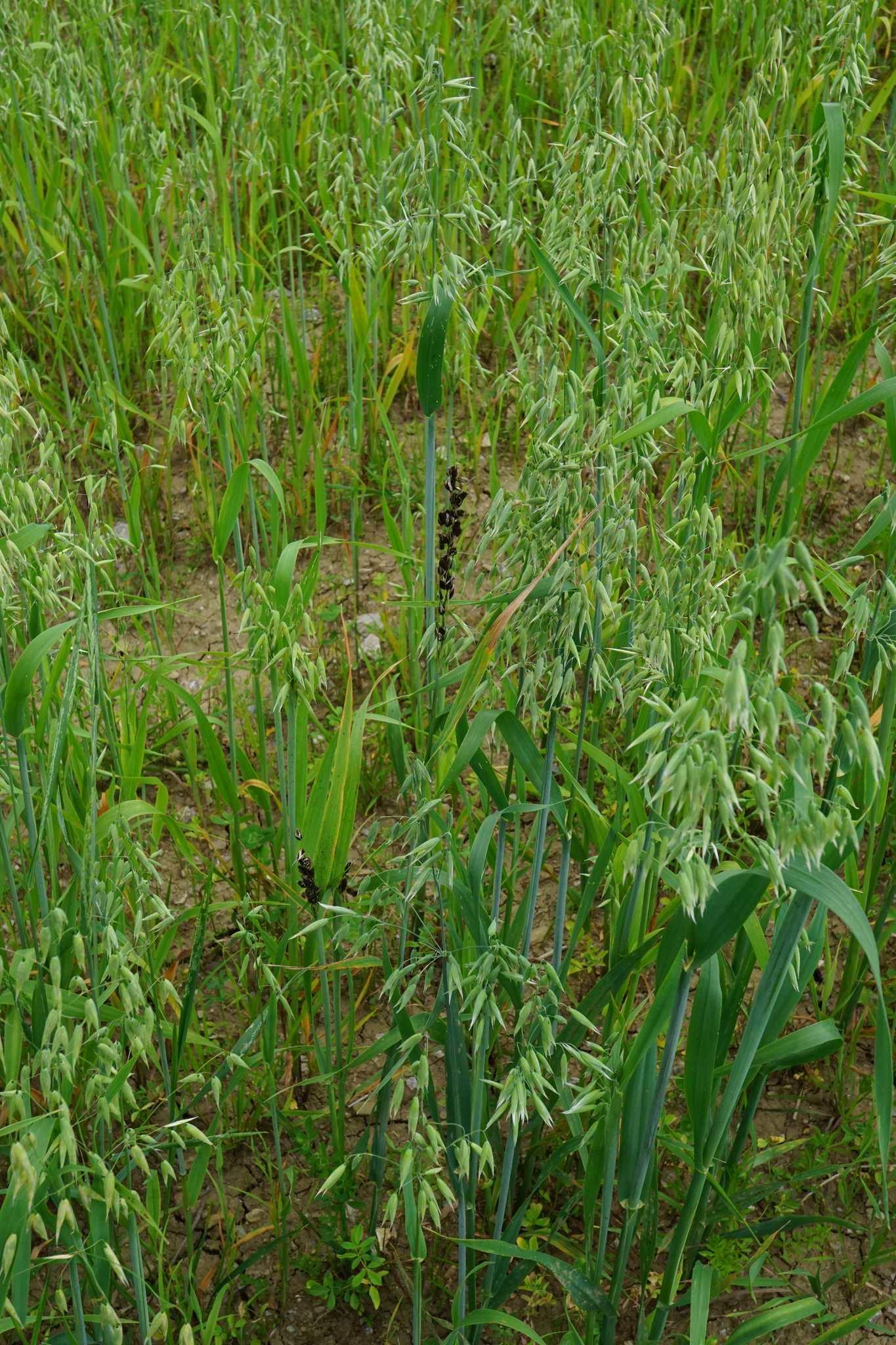
Haverplantenveld
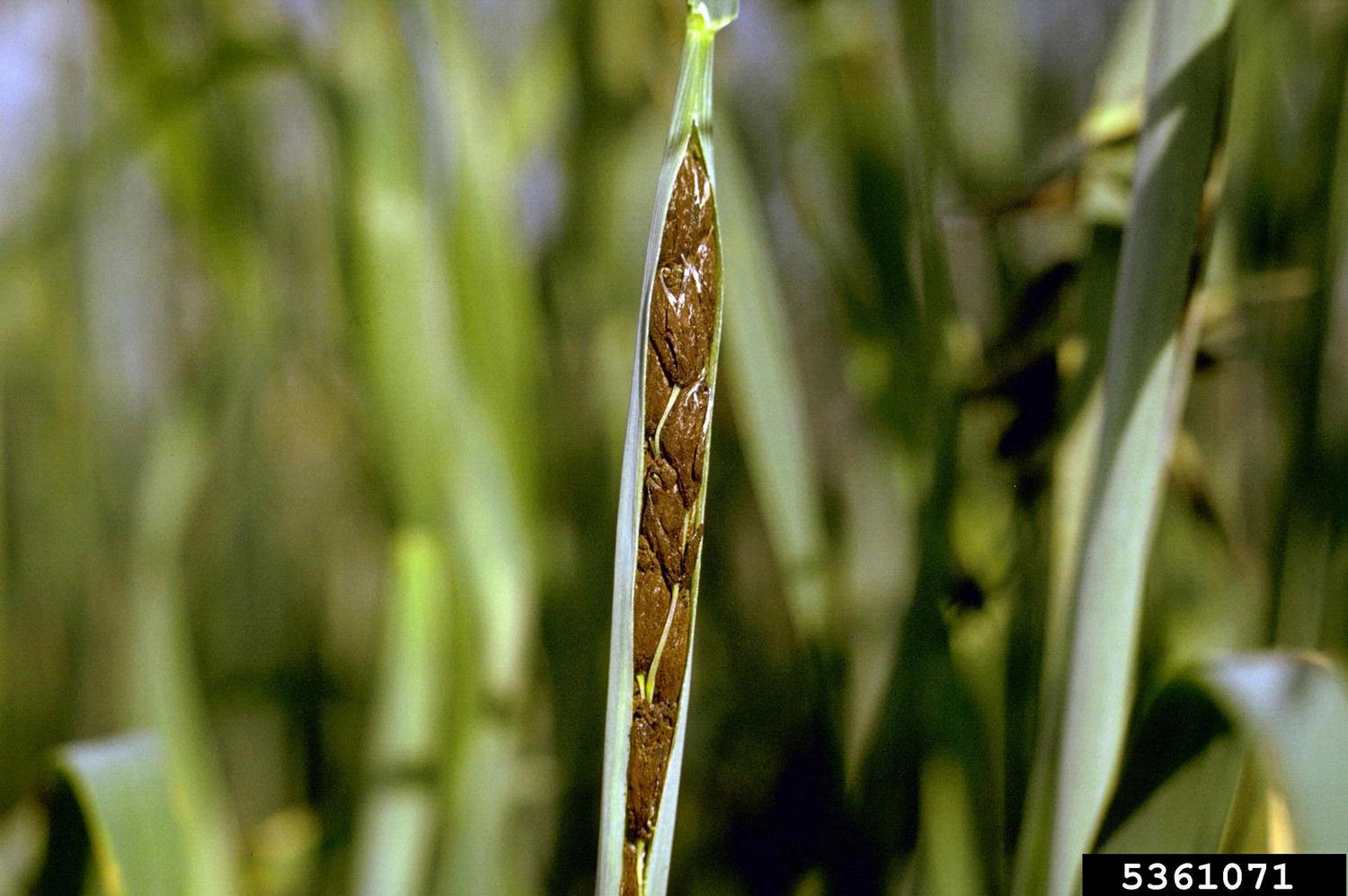
Aangetaste pluim
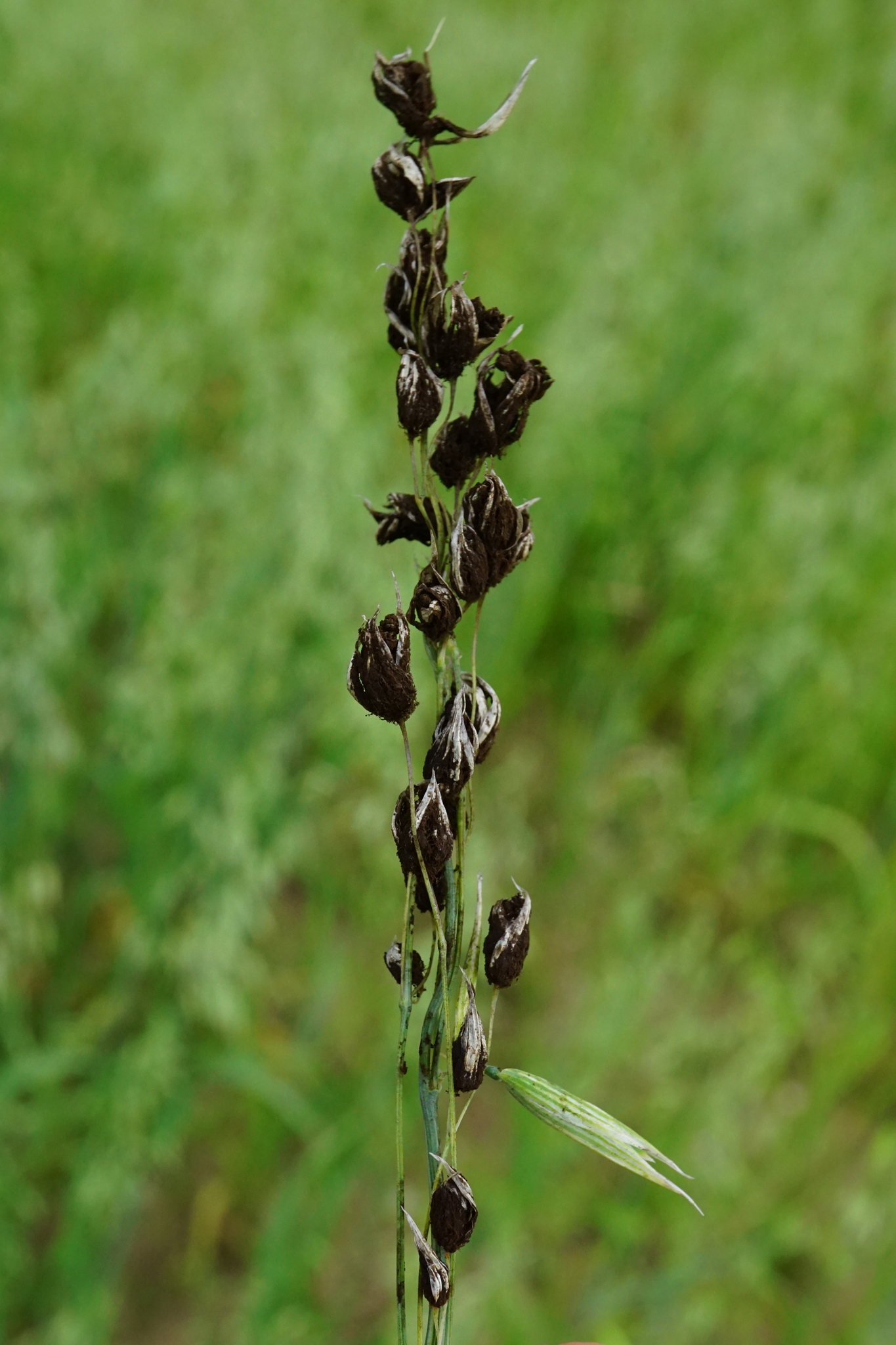
Aangetaste pluim
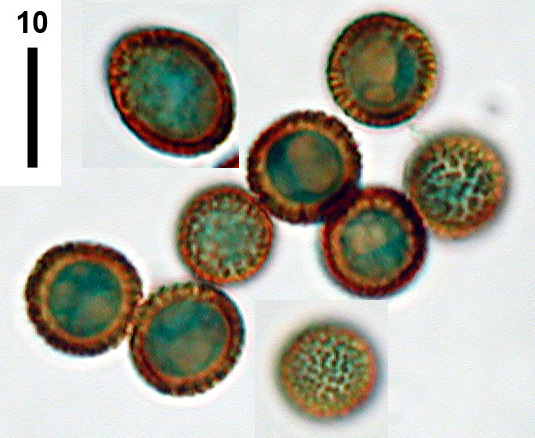
Brandsporen